# Vár
Vár (starou severštinou Vár, Vör) je severská bohyně, která hlídá dodržování slibů, bedlivě bdí nad přísahami a smlouvami. Jejich porušování trestá. Zejména je vzývána při uzavírání manželských úmluv. Naslouchá také tajným slibům lásky mezi muži a ženami. 
Je také jednou ze služebnic bohyně Frigg. Pravděpodobně patří mezi matres jako Snotra, Hlín nebo Sjöfn.